# Marie Cachet
Marie Cachet (18 de gener de 1988) és una escriptora francesa coneguda per les seves obres Le besoin d'impossible (2016) i The Secret of the She-Bear (2017).
El 2013 va publicar, al costat del seu cònjuge Varg Vikernes, una pel·lícula independent, Forebears.

## Biografia
Cachet va conèixer a Varg Vikernes el 2007 mentre aquest complia una condemna a la presó a Noruega (per l'assassinat d'Euronymous i per l'incendi de tres esglésies, l'intentat d'incendi d'una quarta església, i pel robatori i emmagatzematge de 150 kg d'explosius), i ella s'estava graduant a l'escola. El fill major de la parella va néixer abans que Vikernes sortís de presó el 2009. La família primer va viure a Noruega abans de mudar-se a França definitivament. En l'actualitat, Marie resideix en una zona rural del Llemosí al costat del seu marit i els seus set fills; TíwaR (2007), Èloi, Sówili, Baldur, Bjørn, Maia (2018), i una nena (2021). La família parla tant noruec com francès. Els nens no assisteixen a una escola pública, ja que són escolaritzats a casa. Cachet publica regularment vídeos en el seu canal de Youtube sobre temes pagans, el curs de la naturalesa i les estacions. El seu sistema de cultiu es basa en els principis de la permacultura.
El juliol de 2013, ella i el seu marit van ser arrestats per les autoritats franceses en el seu domicili amb la sospita que estaven preparant un atac terrorista i després de l'adquisició legal d'armes de foc per part de Cachet. La policia va entrar per força a la seva casa i se'ls van emportar a comissaria per a obrir una investigació. No obstant això, van ser posats en llibertat sense càrrecs l'endemà passat, ja que no trobaren proves en contra d'ells.

## Obra literària

### En francès
- Le besoin d'impossible (2016)
- Le secret de l'Ourse: Une clé inattendue pour la compréhension des mythologies, traditions et contes européens (2016)

### En anglès
- The Secret of the She-Bear: An unexpected key to understand European mythologies, traditions and tales (2017)

### Amb Varg Vikernes
- Paganism explained. Part I: Thrymskvida (2017)
- Paganism explained. Part II: Little Xarxa Riding Hood & Jack and the Beanstalk (2017)
- Paganism explained. Part III: The Cult of Mithra & Hymiskvida (2018)
- Paganism explained. Part IV: Valholl & Odinn in Yggdrasill (2018)
- Paganism explained. Part V: Ásgardr, Vanaheimr & the Nine Worlds of Hel (2019)

## Obra cinematogràfica
- Forebears (2013)
- Terroristes? (2013)
- Rencontre avec Varg Vikernes (2014)